# 反質子減速器

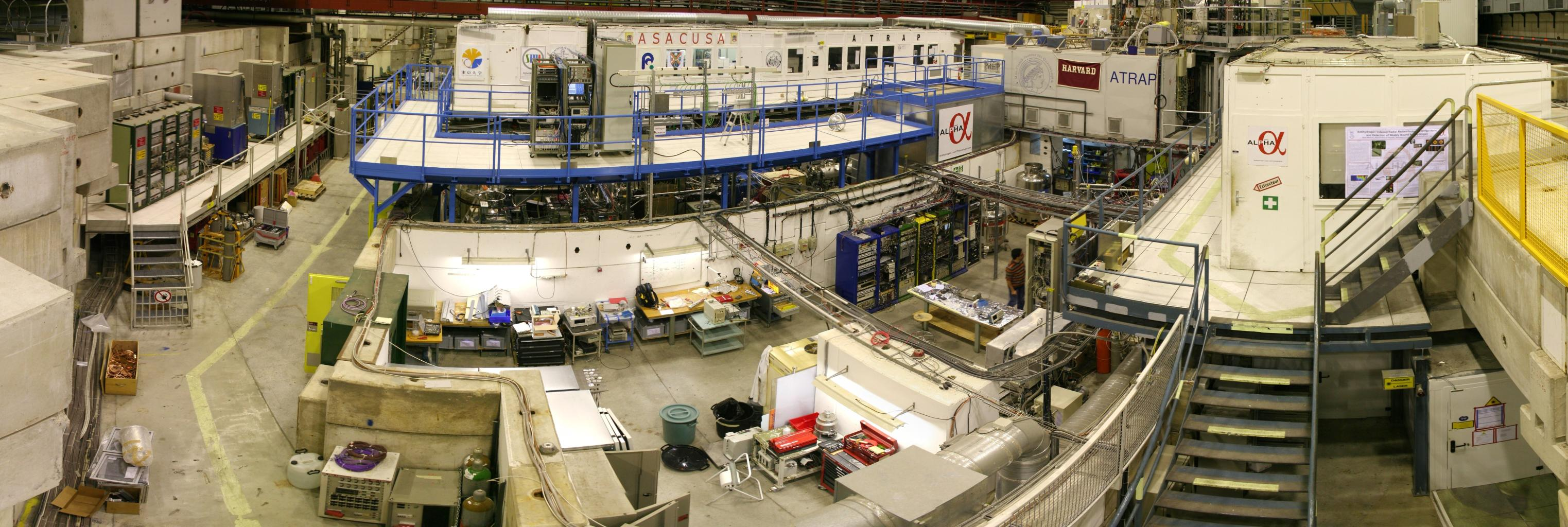
反質子減速器

反質子減速器（Antiproton Decelerator）是歐洲核子研究組織的粒子加速器，2000年開始使用。反質子減速器主要研究反質子在低速時的物理特性，同時與正子合成反氫來進行反物質特性的研究。低能量反質子減速器（Low Energy Antiproton Ring）為其前身。

## 成就
反質子減速器進行的雅典娜實驗（ATHENA）於2002年宣佈成功製作出50,000個低能反氫，其結果發表於《自然雜誌》。

## 連結
- AD website（页面存档备份，存于）

- ATHENA website（页面存档备份，存于）
- ATRAP website（页面存档备份，存于）
- ASACUSA website
- ALPHA website
- AEgIS website

- . CERN.   [2012-09-29]. （原始内容存档于2006-02-15）.
- . CERN.   [2012-09-29]. （原始内容存档于2007-06-22）.